# ポンティニー修道院

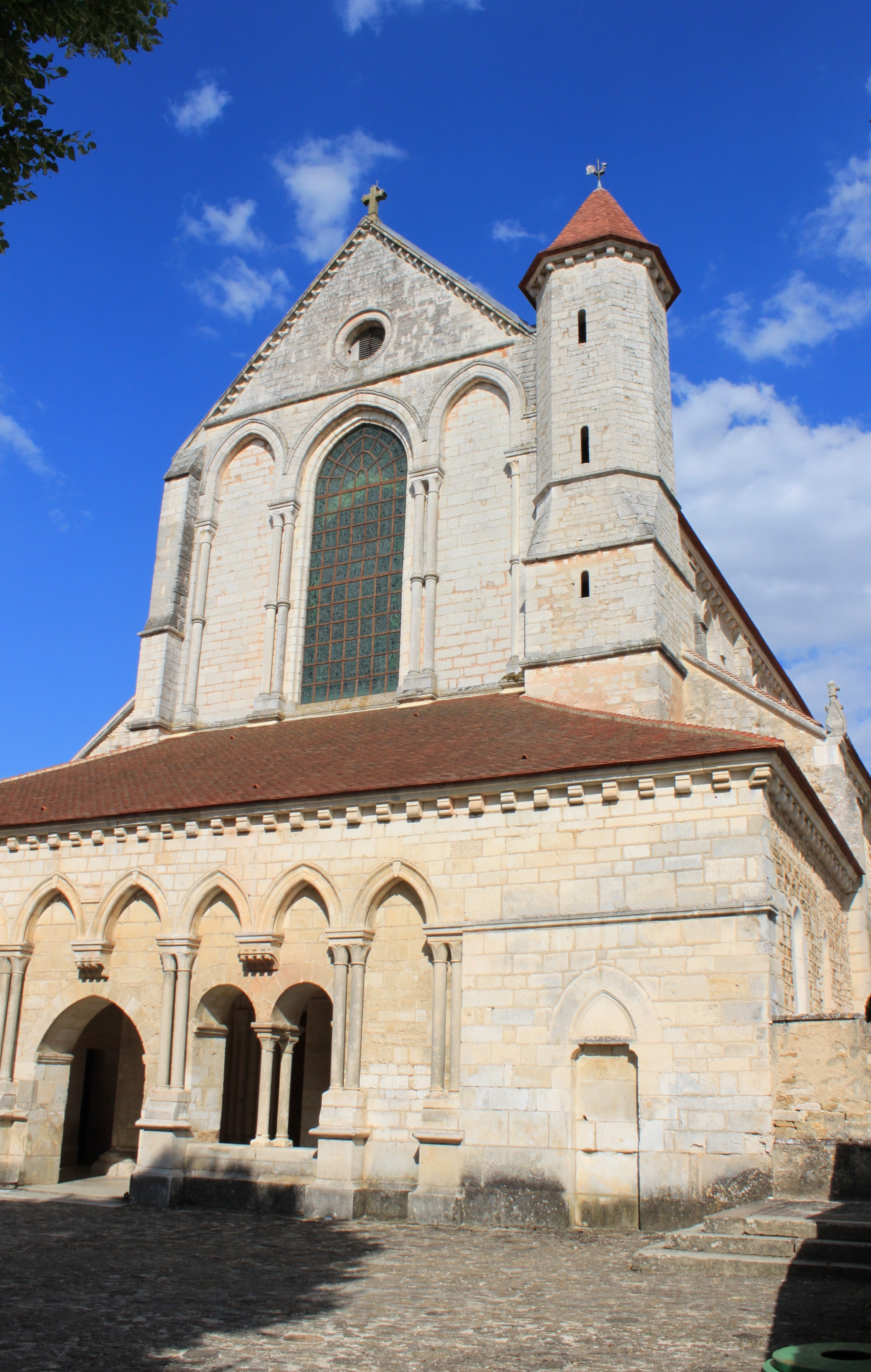
ポンティニー修道院のファサード。ポーチが付属している。

ポンティニー修道院（フランス語: Abbaye de Pontigny）はフランス、ブルゴーニュ＝フランシュ＝コンテ地域圏（ブルゴーニュ地域圏）、ヨンヌ県のポンティニーに現存する旧シトー会修道院。シトー会最初の4子院の1つであり、その教会堂は現存するシトー会建築としては最大級の規模を持ち、また現存最古のシトー会修道院として知られるフォントネーのシトー会修道院とほぼ同時期に建設された箇所も残っている（改装が行われた後陣以外。詳細は後述『建築』節を参照）。19世紀に始まるシトー会建築の再発見では、ポンティニー修道院はかなり早い段階から研究が行われた。フランスの「歴史的記念建造物」にも指定されている。

## 歴史
モレームのロベールが1098年に創設したシトー修道院は、その3代目院長ステファン・ハーディングの時代、1114年に本項のポンティニー修道院を設立した。シトー修道院が最初期にもうけた4つの子院の1つという扱いであり、本項の修道院はその2番目にあたる。設立のために派遣されたのはクレルヴォーのベルナルドゥスの友人、マコンのユーグ を筆頭に12人の修道士たちであった。最初の建築はすぐに手狭になったため、これもベルナルドゥスの友人であったシャンパーニュ伯ティボー2世の援助のもと1130年代から13世紀初頭までの工事により石造の教会堂が建設された。21世紀にも現存している教会堂は概ねこの時期に平面が確定した（詳細は後述『建築』節を参照）。
設立以降、中世末期までにポンティニー修道院は43の子院を持つまでになった。設立まもなく、この地方ではじめて栽培を手がけたシャルドネ種によるワインの製造は、現代でもシャブリ（フランスの白ワインの一種）として知られている。12-13世紀にかけて発展し、1164年以降、イギリスを追放された高位聖職者達がこの修道院に身を寄せる事例が複数あり、ポンティニーとイギリスの関係は深くなった。後に列聖される、カンタベリー大司教トマス・ベケットもその一人であった。
元々は自給自足、労働と祈りの生活を旨としたシトー会であったが、徐々に小作人を使うようになったりと、世俗的な側面を持ち始めたが、この流れの中でポンティニー修道院も12-13世紀にかけては鉱山の開発を行い、修道院内にあった製鉄所は14世紀まで稼動していた。
その後は14世紀の百年戦争、16世紀の宗教戦争に巻き込まれ、そして18世紀末フランス革命で廃止されるという運命をたどった。宗教戦争における1568年のユグノーによるポンティニー修道院襲撃は間違いなくシャブリ目当てであったろうと考えられている。いずれにせよ教会堂のみは破壊を免れ、1840年にはフランスの「歴史的記念建造物」に認定され、1954年からは Mission de France が本拠地に使用している。また L'ADAPT の、障害者のための職業訓練施設としても一部を使用している。

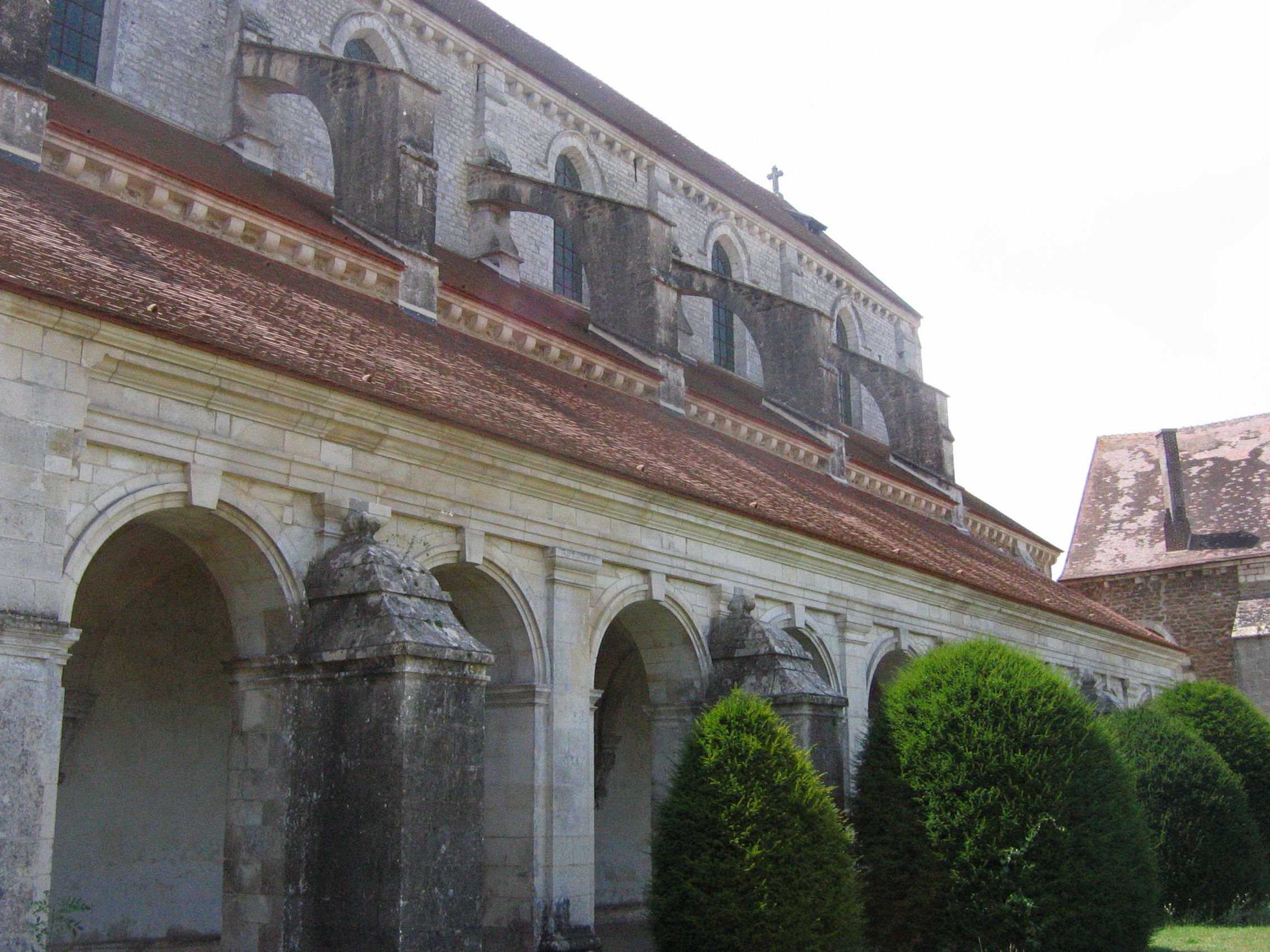
身廊北側のフライング・バットレス（手前の屋根の上部）。

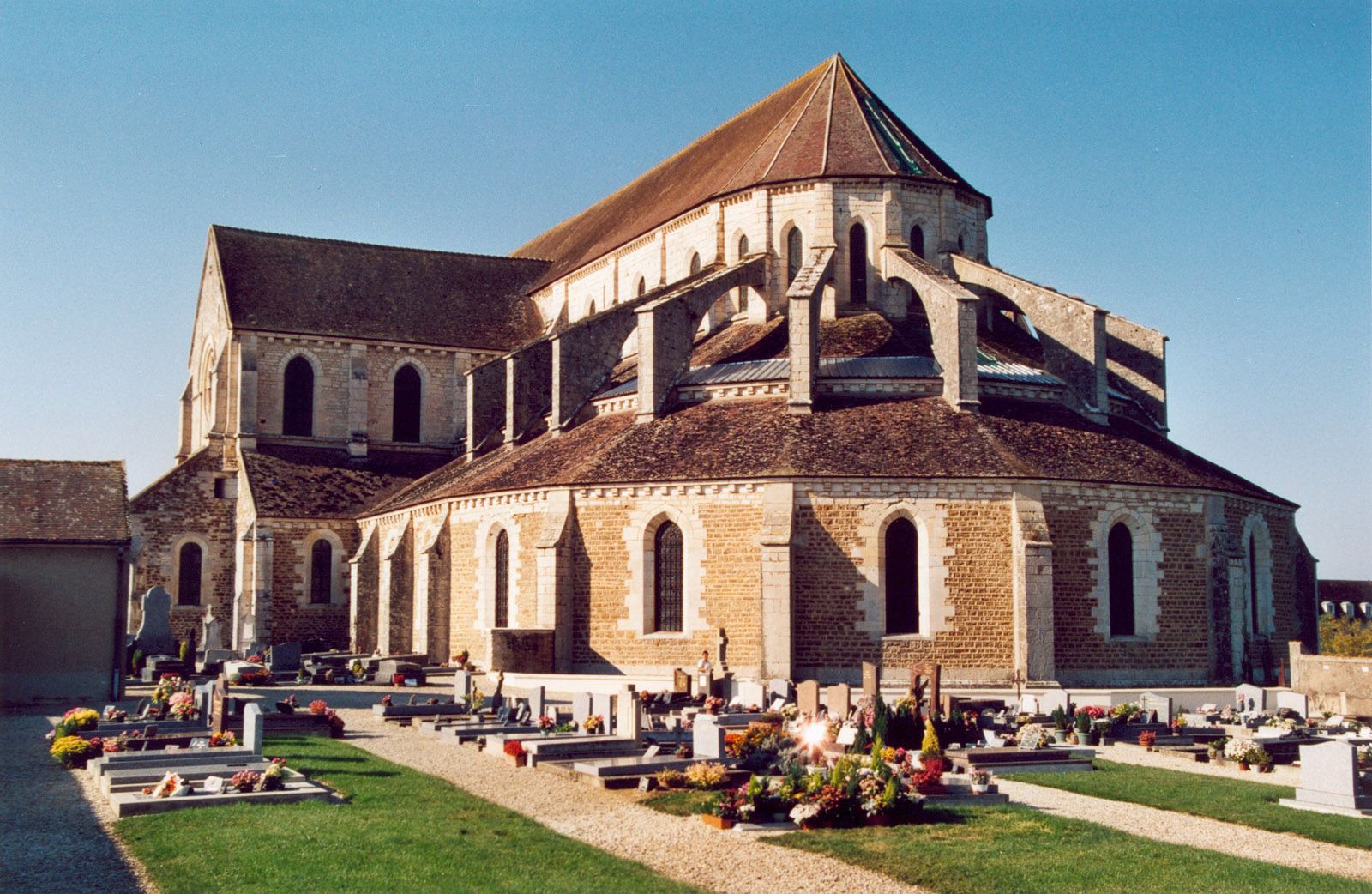
ポンティニー修道院の後陣外観。

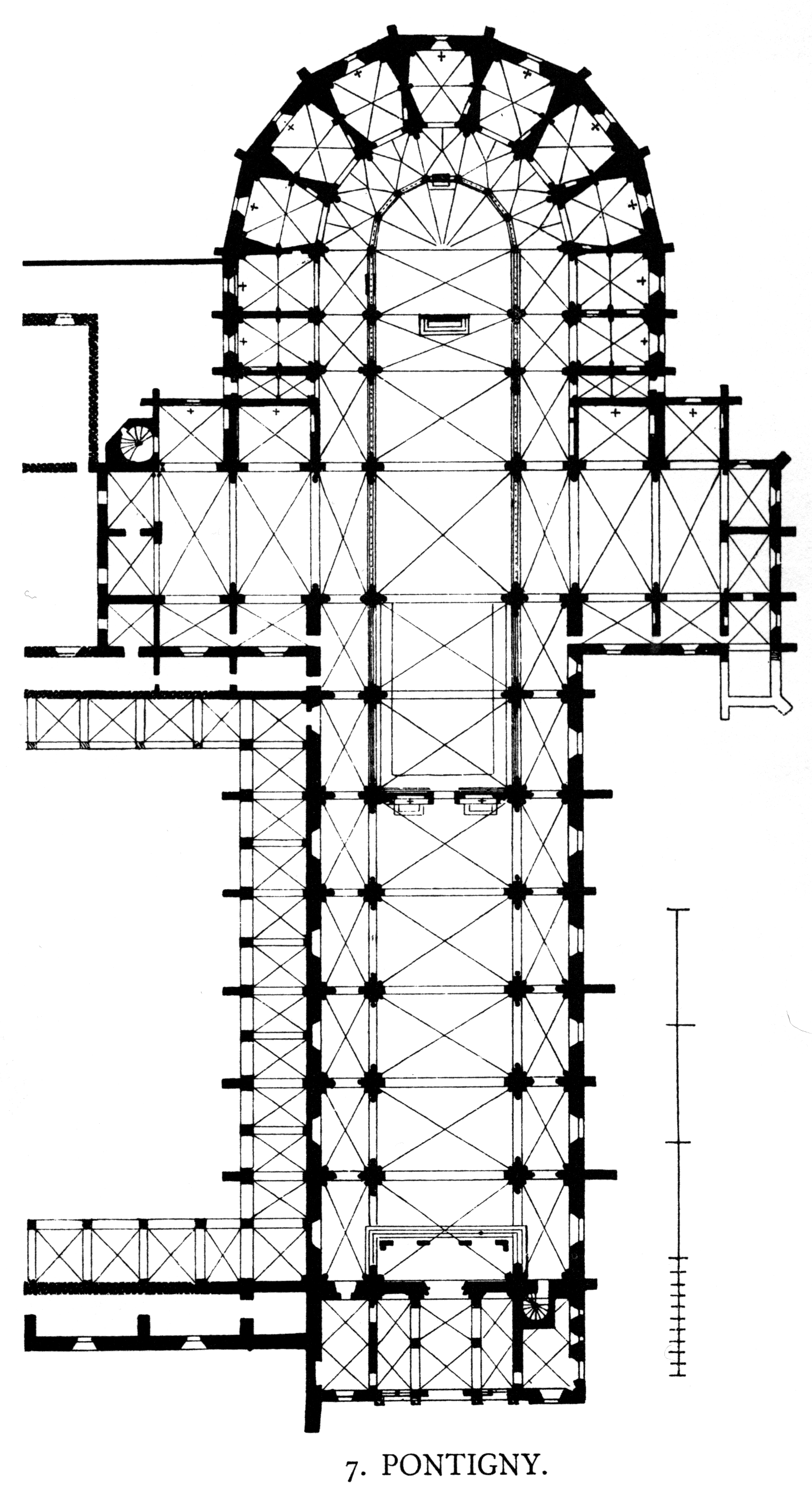
ポンティニー修道院の教会堂平面図。上の方（東）に周歩廊とそれを取り巻く放射状祭室が確認できる。

## 建築
最初期に建てられた教会堂を第1世代、その後の石造教会堂を第2世代とし、現存するポンティニーは第3世代にあたる。
第2世代の建設年代については議論があり、1130年代終わり頃から1150年頃にかけて建造されたという説と1140年頃から始まり1170年頃のファサード完成までとする説がある。完成が1170年代とすれば、先述の歴史節に示したようなトマス・ベケットら亡命組によりイギリスの様式が影響を与えた可能性も考えられるが、これについては明確な答えは出ていない。
いずれにしてもこの第2世代の後陣は角型の小さなものであったことは1942年に行われた、M・オーベールが監督した発掘調査によって明らかになっている。この後陣だけは1185 - 1210年頃にかけて、周歩廊と複数の放射状祭室を持つ大掛かりなものに再建された。この後陣改造後の姿が現在も残る第3世代である。
第2世代から残る身廊は7つのベイを持ち、南北には側廊を1つずつ備えている。身廊と側廊を隔てる大アーケードはそれぞれ複合柱で支えられ、その上部にはただ高窓のみがあり、トリビューンなどの装飾性のある造形はない。交差部手前には聖歌隊席があり、入り口から交差部の複合柱までは内法でおよそ60メートルで、各ベイの間隔は一定していない。交差部の翼廊は南北およそ45メートルで、その先と東端に複数の小祭室が付属している。
天井には翼廊と側廊に交差ヴォールトが、交差部と身廊は交差リブ・ヴォールトが架けられている。交差リブ・ヴォールトは当時イル＝ド＝フランスでゴシック様式として使われ始めたものであり、ポンティニーのあるブルゴーニュでは最初期の例で、また、左図のように身廊の北側と、右図の後陣とに見られるフライング・バットレスの使用例もフランスではかなり早い部類である。
第3世代で改装された後陣には周歩廊が設置され、その周囲に11もの放射状祭室を備えている。1つの祭壇で挙げられるミサは1日1回という決まりがあったが、この決めを遵守すると修道士は数日に1回しか個人でミサを行えなかったのでこれを解消するため、翼廊や周歩廊に複数の祭室が設けられたという。

## ギャラリー

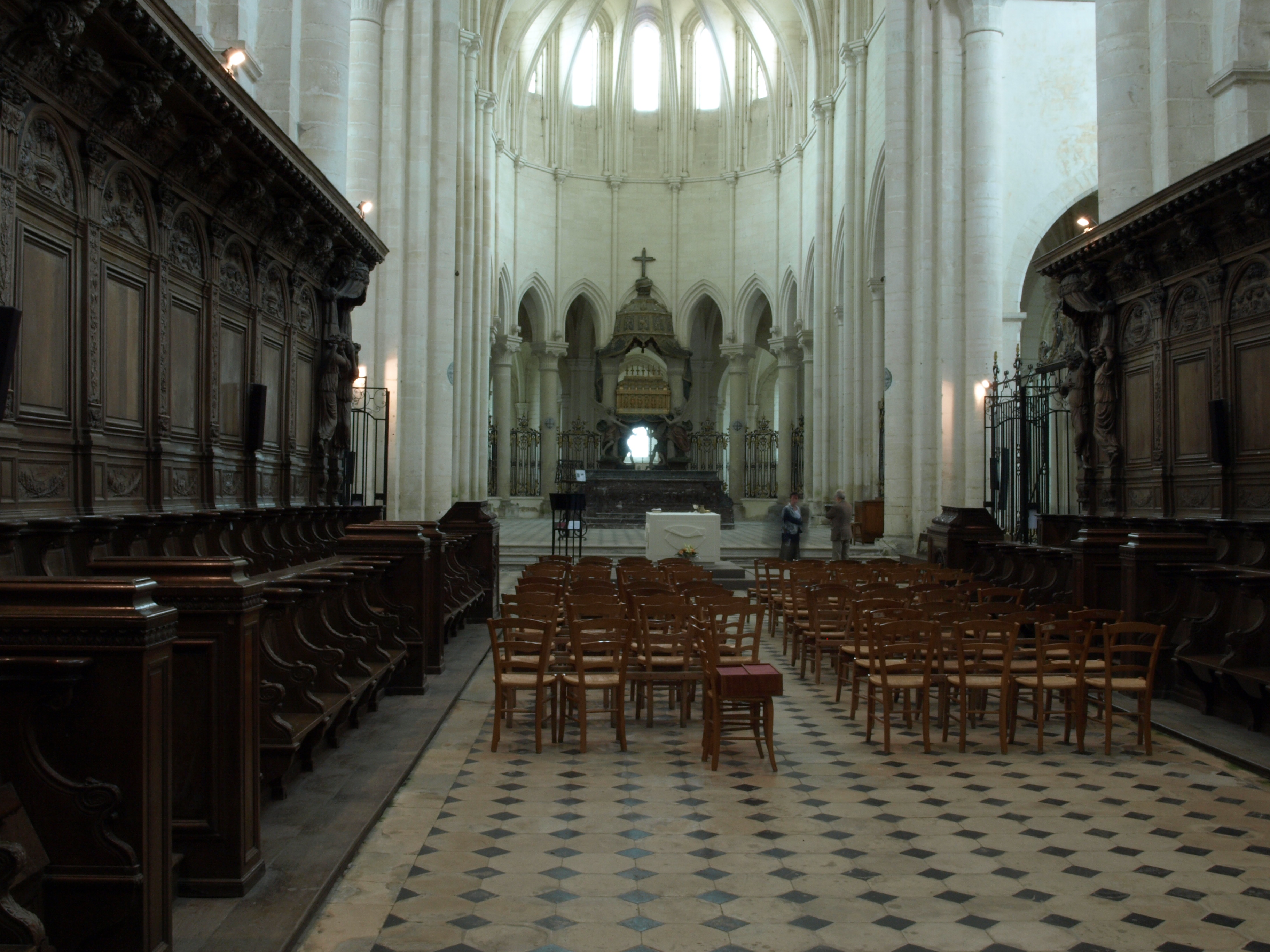
身廊、交差部手前
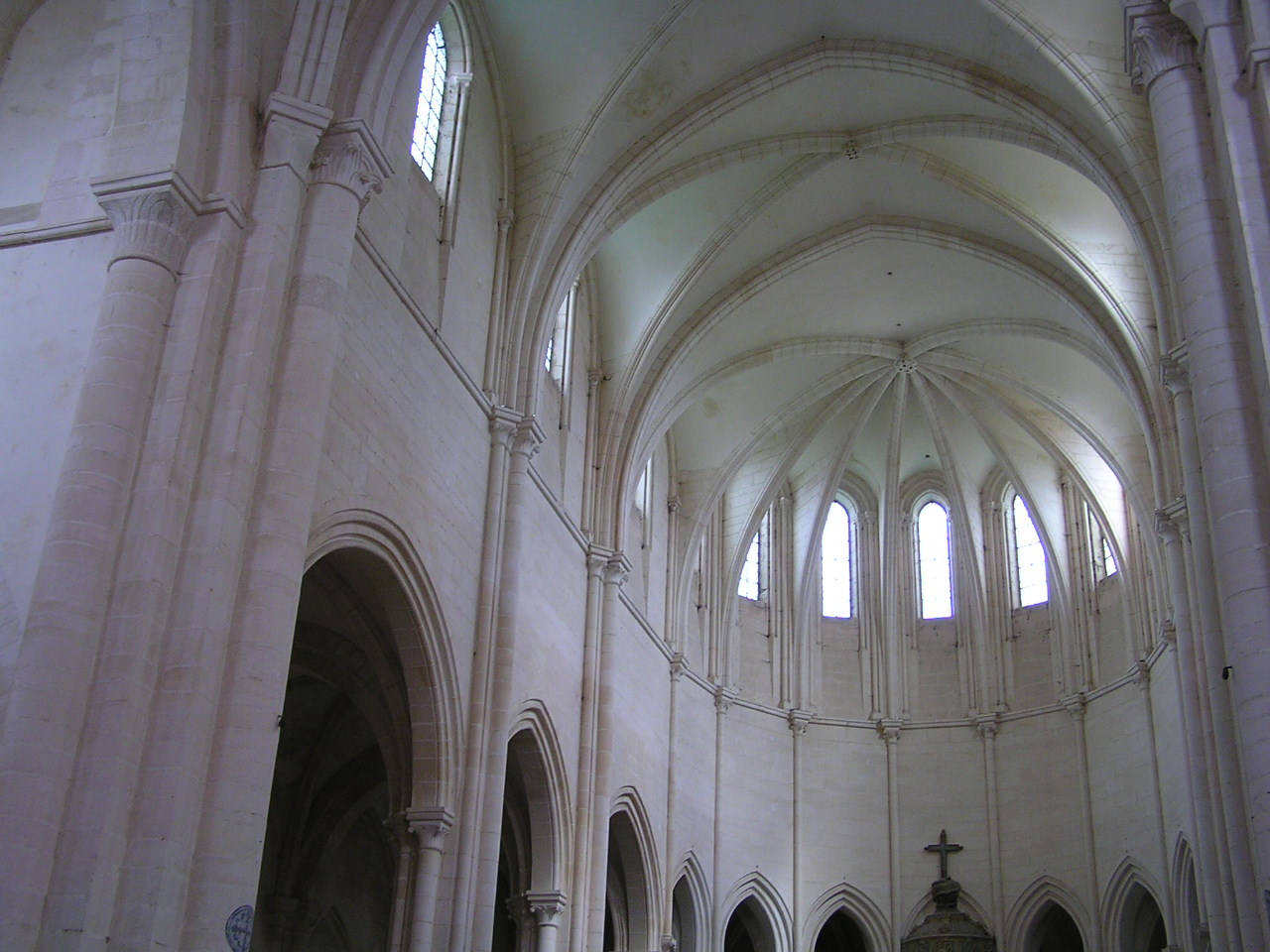
後陣のリブ・ヴォールト
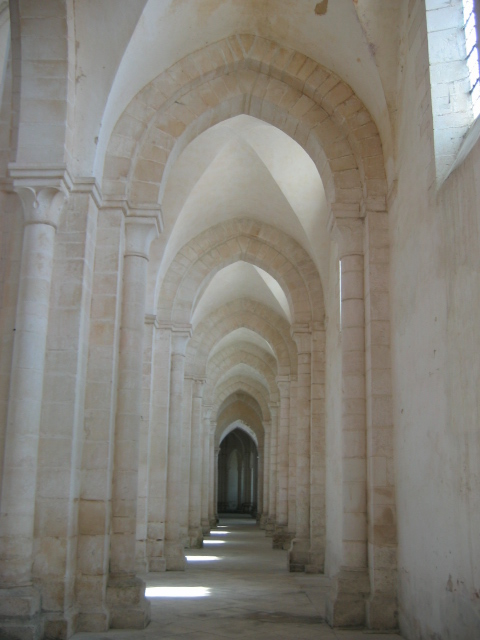
側廊、リブのない交差ヴォールト